# Курица с рисом
Рис с курицей (исп. Arroz con pollo) — традиционное блюдо  Латинской Америки. Обычно оно состоит из курицы, приготовленной с рисом, луком, шафраном и возможно другими злаками или овощами. В Доминиканской Республике его также называют locrio de pollo, а на острове Сен-Мартен lokri или locreo.

## Приготовление
Куски курицы обжариваются, затем лук, сладкий перец, специи (шафран или аннато, лавровый лист, тимьян, кинза), чеснок и другие овощи пассеруются на этой же сковороде. Позже к ним добавляют рис и курицу, а также такие овощи, как зеленый горошек. Блюдо тушится до готовности. Рецепты и ингредиенты могут варьироваться в разных странах.

## Происхождение
Существуют споры о том, возникло ли блюдо в Испании или Пуэрто-Рико. Многие пуэрториканцы отмечают, что arroz con pollo невозможно приготовить без пива и масла аннато (оранжево-красная приправа и пищевой краситель из семян дерева ачиоте), а шафран не является ему заменой. Пиво и аннато редко используются в испанской кухне и никогда в испанской курице с рисом. Аннато часто используется в пуэрториканской кухне, особенно в блюдах из риса, таких как arroz con gandules (рис со свининой и голубиным горошком) и arroz con maiz (рис с кукурузой и колбасой). Пиво используется во многих блюдах Пуэрто-Рико, таких как pollo guisado (тушеная курица) и asopao de pollo (рагу из курицы с рисом). Многие блюда из риса Пуэрто-Рико щедро приправлены софрито, соусом, обычно используемым в arroz con pollo.
Кулинарный обозреватель Элизабет Ламберт Ортис, указывая на международные аспекты блюда, отмечает происхождение аррос кон полло в испанских формах плова, что уже отражает международное влияние: курица была завезена из Индии, а рис из Азии; шафран (используемый для желтого цвета в Испании вместо аннато) был завезен финикийскими торговцами; соус из помидоров и перца (также известный как софрито) родом из Америки. 

## Галерея

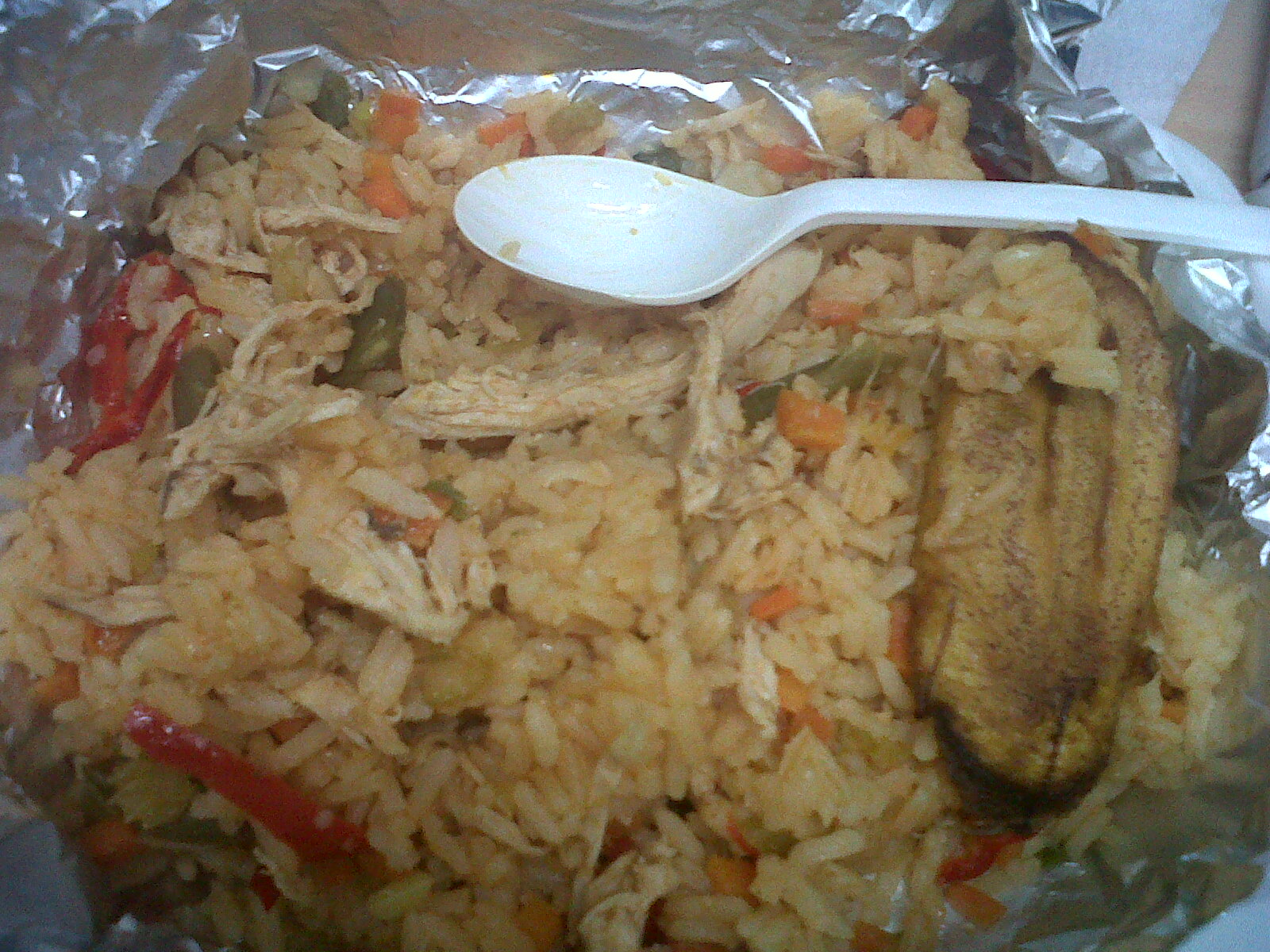
Рис с курицей, как его готовят на Карибском побережье Колумбии и в Панаме
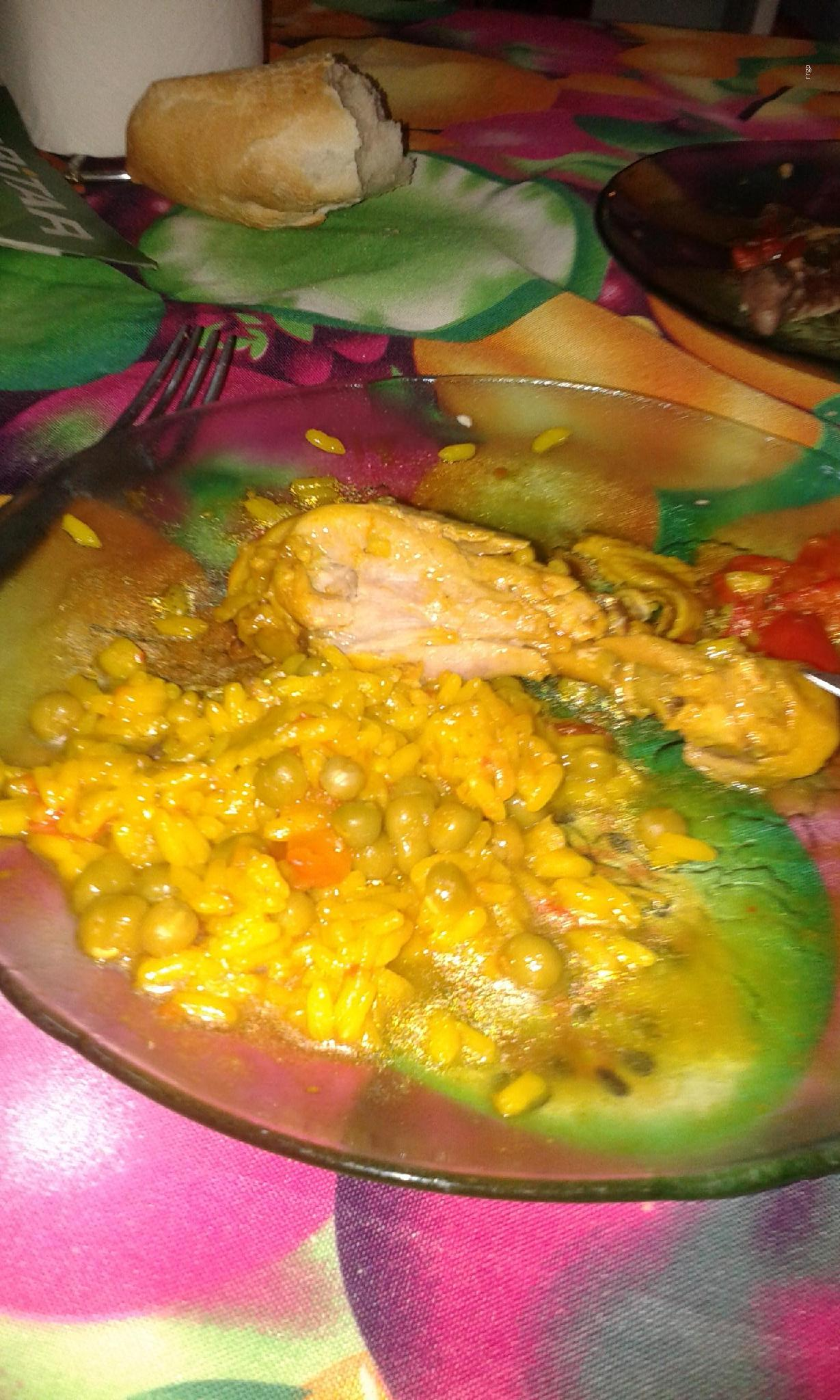
Курица с рисом в Эквадоре
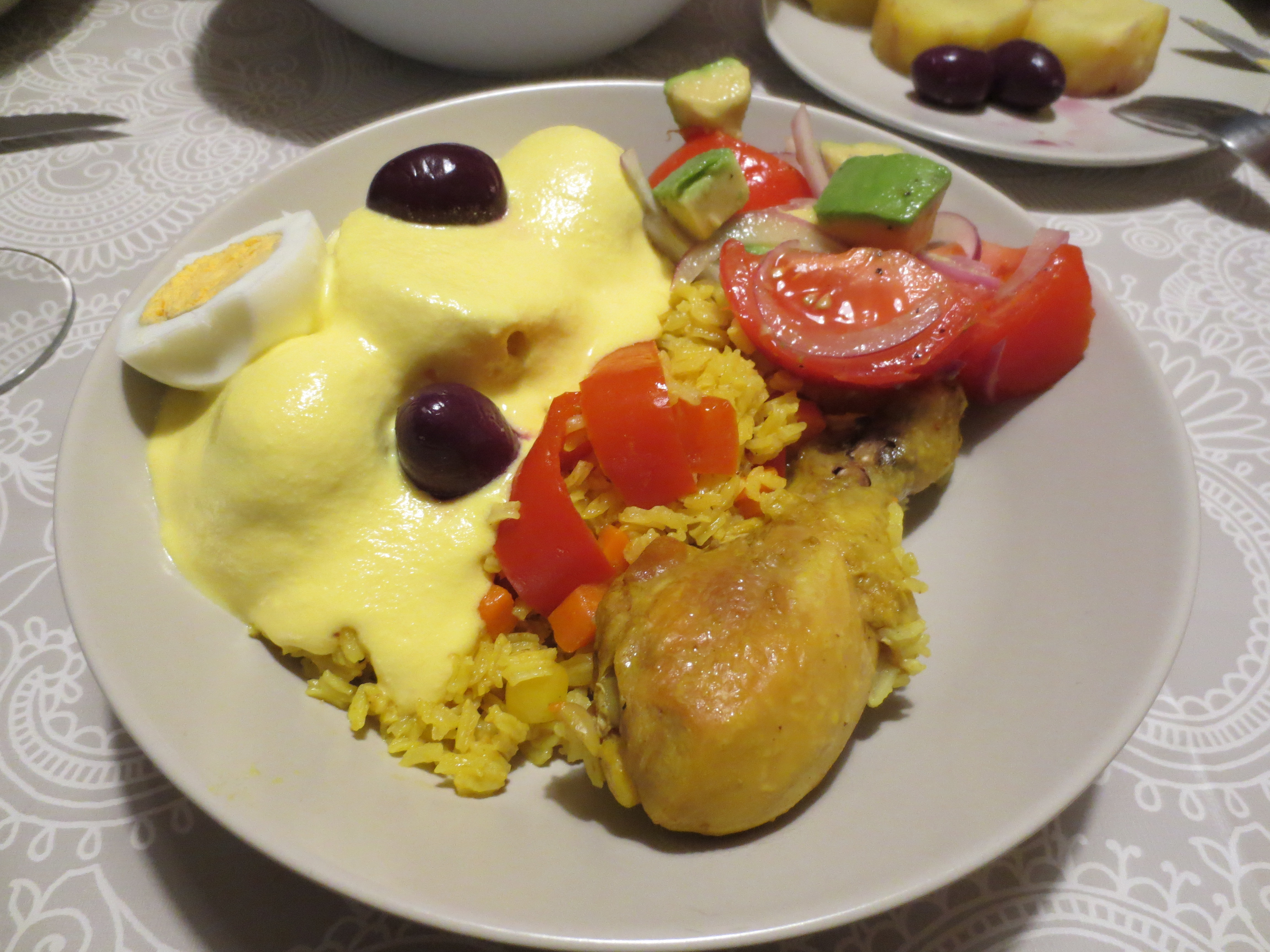
Желтый рис с курицей, поданной с картофелем «Уанкаина» и салатом из авокадо и помидоров, в Перу
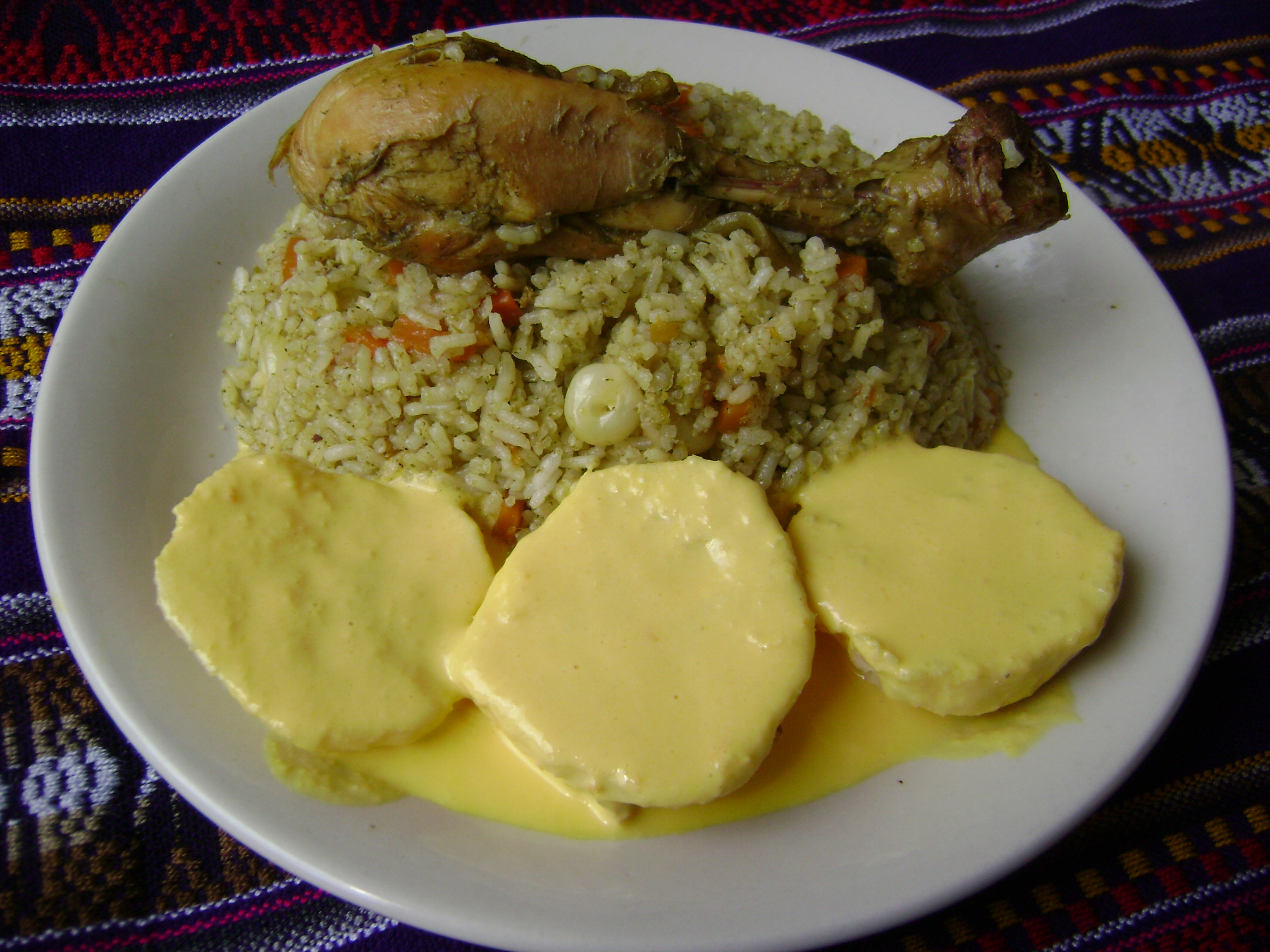
Зеленый рис с курицей, подается с картофелем Уанкаина (Перу)